# The Hunter Gets Captured by the Game
The Hunter Gets Captured by the Game è un brano musicale del 1966 scritto e interpretato per la prima volta da Smokey Robinson.
Negli anni il brano è stato inciso da molti artisti, tra cui The Marvelettes, Tracey Thorn, Massive Attack, Jerry Garcia e Bette Midler.

## Descrizione
Nel 1980 fu realizzata una cover pubblicata su singolo dalla cantante giamaicana Grace Jones, inserita nell'album Warm Leatherette.
The Hunter Gets Captured by the Game fu pubblicato come singolo di lancio per il mercato americano, dove però non ottenne successo, non riuscendo ad entrare in classifica. In Europa il brano fu pubblicato come quarto singolo, ma anche in questo caso passò inosservato.
Sul lato B della versione europea era presente una versione alternativa del brano con un diverso arrangiamento denominata Special Single Version, mentre nella versione americana era presente il brano Sinning, precedentemente apparso nell'album Muse.

## Tracce
- US 7" single[4]

A. "The Hunter Gets Captured by the Game" – 3:49
B. "Sinning" – 5:06
- EU 7" single[5]

A. "The Hunter Gets Captured by the Game" (LP version) – 3:50
B. "The Hunter Gets Captured by the Game" (Special Version) – 3:20
- UK 12" single[6]

A. "The Hunter Gets Captured by the Game" (long version) – 6:43
B. "Warm Leatherette" (long version) – 5:36